# Albert Leifert
Albert Leifert (* 16. September 1936 in Schwelm; † 24. Februar 2016 in Münster) war ein deutscher Politiker (CDU) und von 1985 bis 2000 Mitglied des Landtags von Nordrhein-Westfalen.
Nach dem Abitur studierte er Chemie und Volkswirtschaft an der Westfälischen Wilhelms-Universität in Münster. Dort wurde er 1958 Mitglied der katholischen Studentenverbindung KDStV Sauerlandia Münster. Ab 1965 war er im Betrieb seiner Eltern als Landwirt angestellt, 1967 machte er sich in diesem Beruf selbstständig. 1961 wurde er Mitglied der CDU und war während seiner Mitgliedschaft in zahlreichen Parteigremien aktiv.
Vom 30. Mai 1985 bis 1. Juni 2000 war Leifert Mitglied des Landtags von Nordrhein-Westfalen. Er wurde jeweils im Wahlkreis 100 (Warendorf I) direkt gewählt.
Dem Stadtrat von Drensteinfurt gehörte er seit 1975 an und amtierte dort von 1976 bis 1979 als Vorsitzender der CDU-Ratsfraktion und von 1979 bis 1999 als ehrenamtlicher Bürgermeister der münsterländischen Stadt.